# Silvia Ristow
Silvia Ristow (* 1962 in Ueckermünde) ist eine deutsche Kommunalpolitikerin (Die Linke). Sie ist seit dem 1. März 2022 die erste Frau im Amt eines Oberbürgermeisters der Stadt Bernburg (Saale).

## Biografie

### Ausbildung
Nach dem Abitur schloss Ristow 1981 ihre Ausbildung als Zootechnikerin und Mechanisatorin ab. Danach zog sie zum Studium nach Bernburg im Bezirk Halle. 1986 machte sie den Studienabschluss an der Hochschule für Landwirtschaft Thomas Müntzer (heute: Teil der Hochschule Anhalt) in Agrarökonomie. 1990 stellte sie dort ihre Promotion über Abrechnungssysteme für die Landwirtschaft fertig. 1995 machte sie ihren Abschluss als Verwaltungsfachwirtin.

### Verwaltungstätigkeit
Von 1990 bis 1993 arbeitete sie im Bereich Buchführung und EDV. Von 1993 bis 1999 war sie Sachbearbeiterin in der Kämmerei. Von 1999 bis 2013 war sie Dezernentin im Haupt- und Personalamt und für Finanzen zuständig. Seit 2013 ist sie als Dezernentin des Haupt- und Personalamtes für Finanzen, Bauverwaltung und Hochbau zuständig.

### Kommunalpolitik
1982 trat Ristow der Sozialistischen Einheitspartei Deutschlands (SED) bei und ist heute Mitglied der Partei Die Linke.
Ab 2007 war sie Mitglied im Kreistag, im Ortsverband der Linken und im Stadtrat von Bernburg. Sie war in dieser Funktion als Vorsitzende des Haushaltsausschusses tätig.

### Oberbürgermeisterin
Bei der Wahl zum Oberbürgermeister am 26. September 2021 erhielt Ristow mit 39,15 % von allen angetretenen Kandidaten die meisten Stimmen. Bei der darauffolgenden Stichwahl am 17. Oktober 2021 erhielt sie 69,41 % der Stimmen und konnte sich damit gegen Thomas Gruschka (CDU) durchsetzen, der auf 30,6 % der Stimmen kam. Ristow folgt damit auf Henry Schütze (parteilos), der das Amt seit 2008 ausgeführt hatte und nicht wieder angetreten war. Sie ist zudem die erste Frau in diesem Amt. Ihr Amtsantritt als Oberbürgermeisterin erfolgte am 1. März 2022. Sie wird das Amt in Personalunion mit ihrer Position als Dezernentin ausüben.

### Privates
Ristow ist verwitwet, hat zwei Söhne und zwei Enkeltöchter.

## Veröffentlichungen
- Analyse zum Stand der Informationsversorgung des Fachorgans Land- und Nahrungsgüterwirtschaft des Rates des Kreises zur operativen Leitung und Planung der Entwicklung der Viehbestände und ihrer Reproduktion, der Erhöhung der Leistungen und des staatlichen Aufkommens und der Futterwirtschaft und Vorschläge für die Rationalisierung der Informationsbereitstellung unter Nutzung des Bezirksdatenspeichers Landwirtschaft. Bernburg 1986, OCLC 990303379.
- Kriterien und Lösungsmöglichkeiten zur Bereitstellung von Informationen zur Entwicklung des Marktaufkommens der Tierproduktion in Territorien unter Nutzung rechnergestützter Informationssysteme. Dissertation. Hochschule "Thomas Müntzer", Bernburg 1990, OCLC 990304780.